# Burgruine Ruttenstein

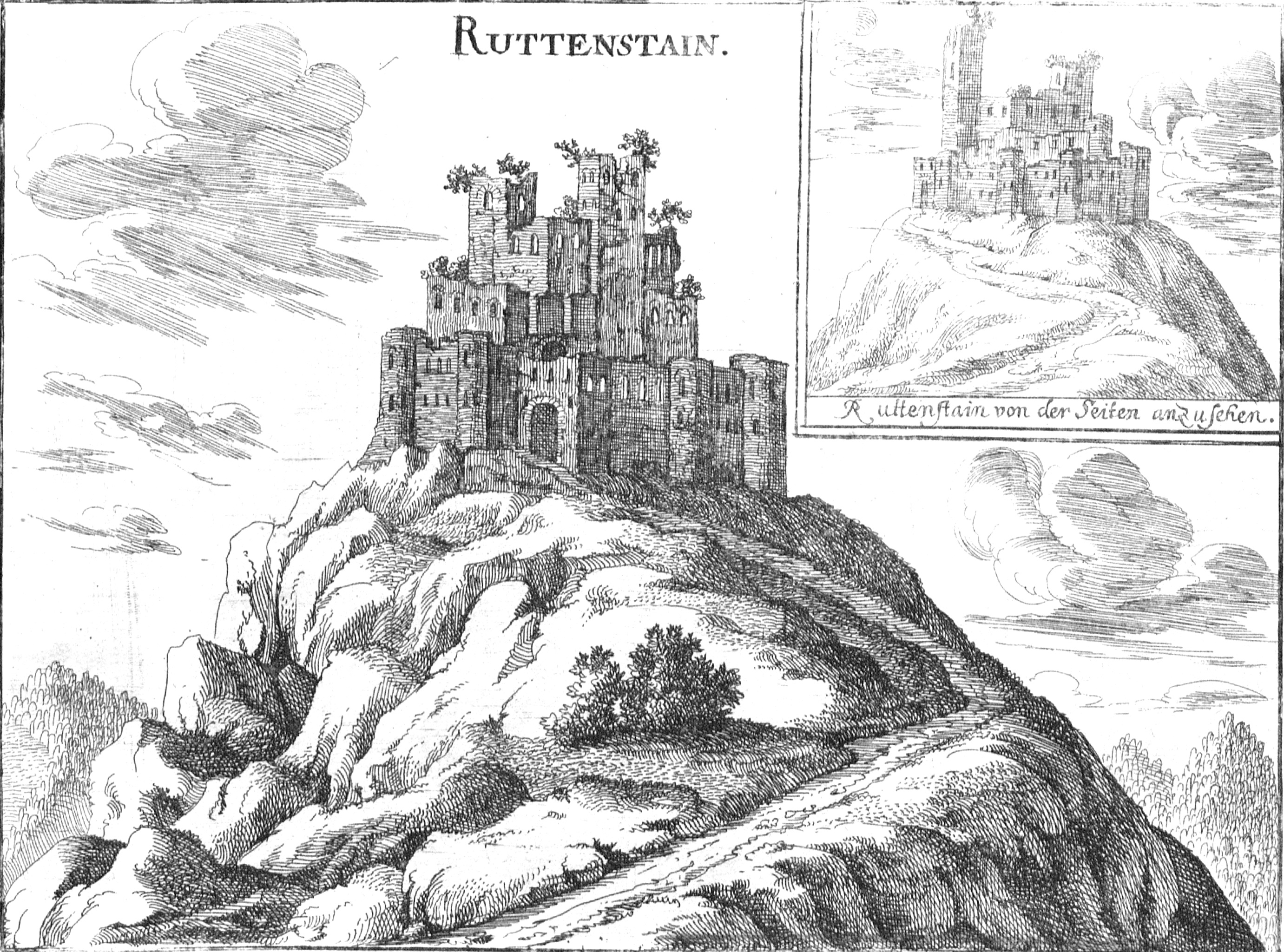
Ruttenstein auf einem Stich von Georg Matthäus Vischer 1674

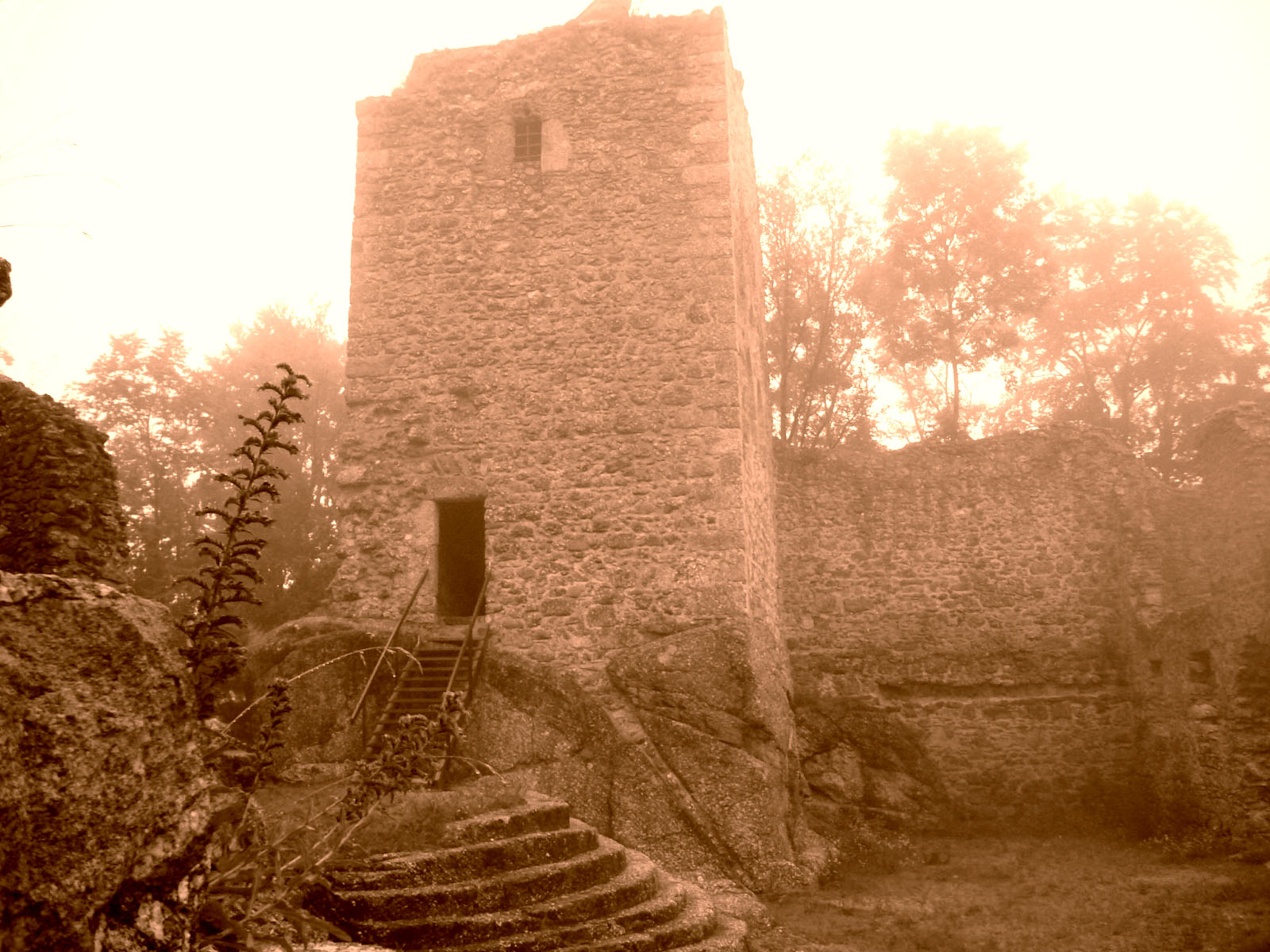
Ruttenstein: Wohntrakt

Burgruine Ruttenstein ist die Ruine einer Höhenburg etwa 3,5 km nordöstlich von Pierbach im Bezirk Freistadt im Mühlviertel in Oberösterreich.

## Lage
Die weitläufige Anlage der ehemaligen Höhenburg erstreckt sich auf einem bewaldeten Bergkegel in 758 m ü. A. Seehöhe über dem Tal der Großen Naarn in der zur Gemeinde Pierbach gehörigen Ortschaft Niederhofstetten.

## Name
Der Name (urkundlich: Rotenstein) geht vermutlich auf eine leichte rötliche Färbung des dortigen Granitgesteins zurück. Die im Mittelalter gebräuchliche dativische Verwendung von Ortsnamen führte zum heutigen zusammengezogenen Ortsnamen: (zum) roten Stein – Rotenstein – Ruttenstein.
In Sagen eingegangen ist die Deutung, der Burgname leite sich von der Knochenfischart Rutte ab: Während einer Belagerung soll die Burgbesatzung dem Feind vorgetäuscht haben, noch über ausreichend Lebensmittel zu verfügen, indem man Rutten, die in einem Teich gehalten wurden, über die Mauer warf. Aufgrund der Tatsache, dass aber die Burg urkundlich Rotenstein hieß, muss diese Interpretation als erwiesenermaßen historisch falsch angesehen werden.

## Beschreibung
Die Mauern des ehemals massiven fünfeckigen Bergfrieds sind nur mehr in Resten erhalten und überragen, spitz zulaufend und weithin sichtbar, die Anlage. Der ehemalige Wohntrakt im Westen ist auf drei Mauerseiten erhalten. Über ihnen wurde eine Aussichtsplattform errichtet, die über Holzstiegen frei zugänglich ist. Gut erkennbar, aber ebenfalls nur mehr in Resten erhalten, ist die nahe der Steinstiege zum Wohngebäude gelegene frühgotische Burgkapelle. Die eigentliche Hauptburg war gegen Norden, Süden und Osten von einer mächtigen, heute teilweise noch erhaltenen Ringmauer geschützt, aus der sieben Mauertürme hervorsprangen. Die umbaute Gesamtfläche beträgt 4.800 m2, die der Hauptburg 1.600 m2.

## Geschichte
Bereits am 14. Februar 1160 wird ein Castrum Rotenstein genannt. Erstmals (als Rotensteine) urkundlich erwähnt wird die Anlage am 31. Jänner 1209 in einer von Herzog Leopold VI. ausgestellten Urkunde an das Kloster Baumgartenberg. Am 2. Mai 1281 verpfändete König Rudolf von Habsburg neben anderen Gütern auch Ruttenstein an Ulrich II. von Kapellen. Nach dem Erlöschen des Adelsgeschlecht der Kapeller wurde die Burg 1418 dem mit der Tochter Anna des letzten Kapellers verheirateten Hauptmann ob der Enns Reinprecht II. von Walsee als Lehen vergeben. 1483 kamen die Liechtensteiner in den Pfandbesitz von Ruttenstein, nach ihnen ab 1556 die Meggauer. Leonhard Helfried von Meggau war seit 1621 auch Besitzer der Herrschaft Greinburg. 1615 wurde Ruttenstein durch die Meggauer gekauft und wurde zu deren Eigenbesitz, bis die Herrschaft im 17. Jahrhundert über Vererbung an die Dietrichsteiner ging. 1811 wurde der Herrschaftskomplex zunächst an den Armeelieferanten Michael Fink aus Hainburg verkauft, dessen Güter, darunter auch Ruttenstein, 1823 an die Herzöge von Sachsen-Coburg und Gotha übergingen. Bis heute ist die Anlage im Besitz ihrer Nachfahren.
Schon 1551 war die Burg baufällig, 1585 fehlte bereits das ganze Dach, auf dem ca. 1674 entstandenen Stich von Georg Matthäus Vischer (siehe Bild) war Ruttenstein bereits Ruine.

## Heutige Nutzung
Dem in Pierbach ansässigen Ruttensteiner Erhaltungsverein obliegt die Instandhaltung der heutigen Ruine. Seit wenigen Jahren befindet sich ca. 10 Gehminuten von der Anlage entfernt ein Gastronomiebetrieb, von wo aus in den Sommermonaten Führungen angeboten werden. Die Ruine ist von Pierbach über den Wanderweng Nr. 95, von Mönchdorf über den Wanderweg Nr. 13 erreichbar. Im Jahr 2010 wurden das Waldstück südlich unterhalb der Ruine gefällt. Seither ist die Anlage, wie zur Zeit ihrer Nutzung im Mittelalter, wieder weithin sichtbar.

## Bildgalerie

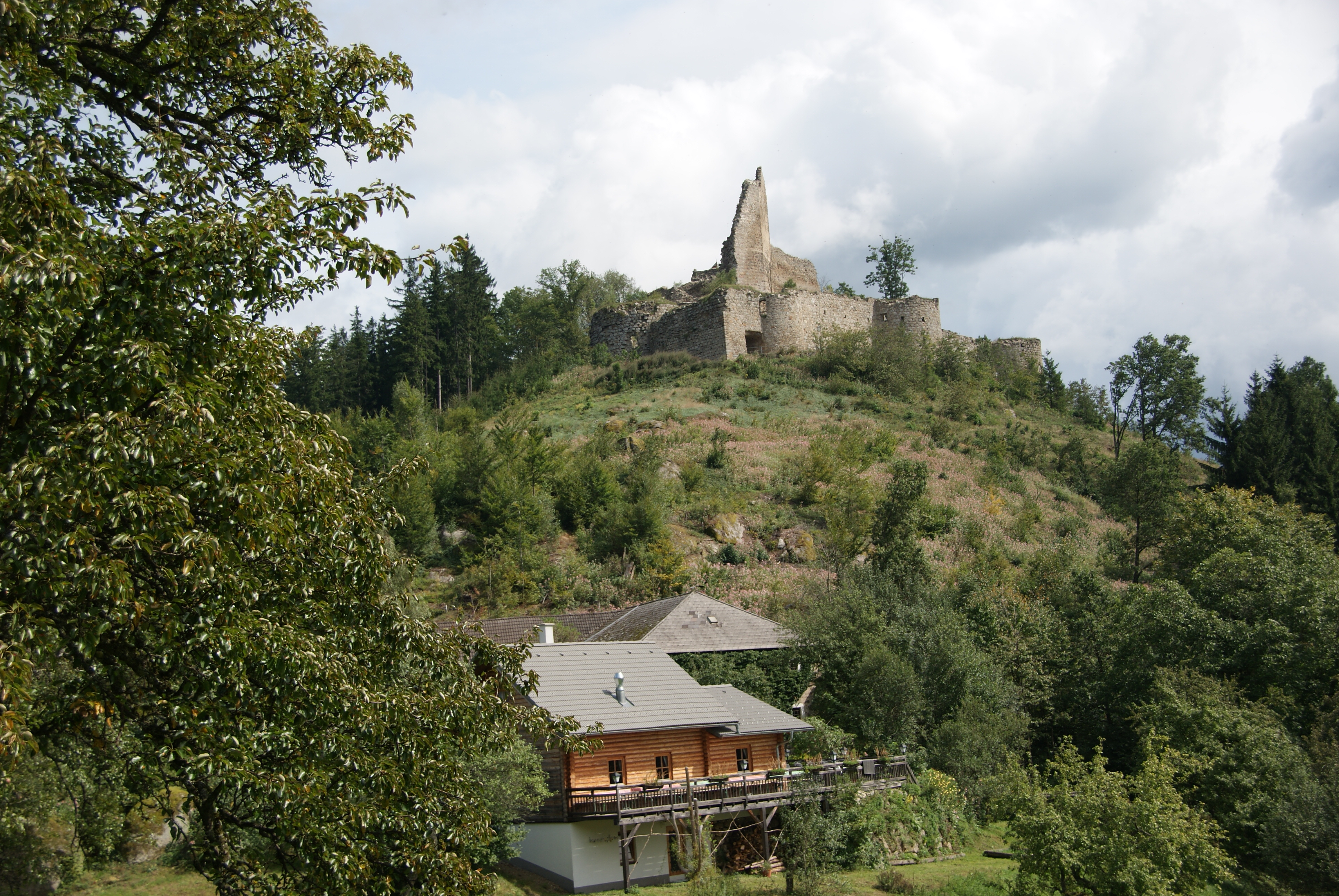
Ruttenstein mit der Schutzhütte unterhalb
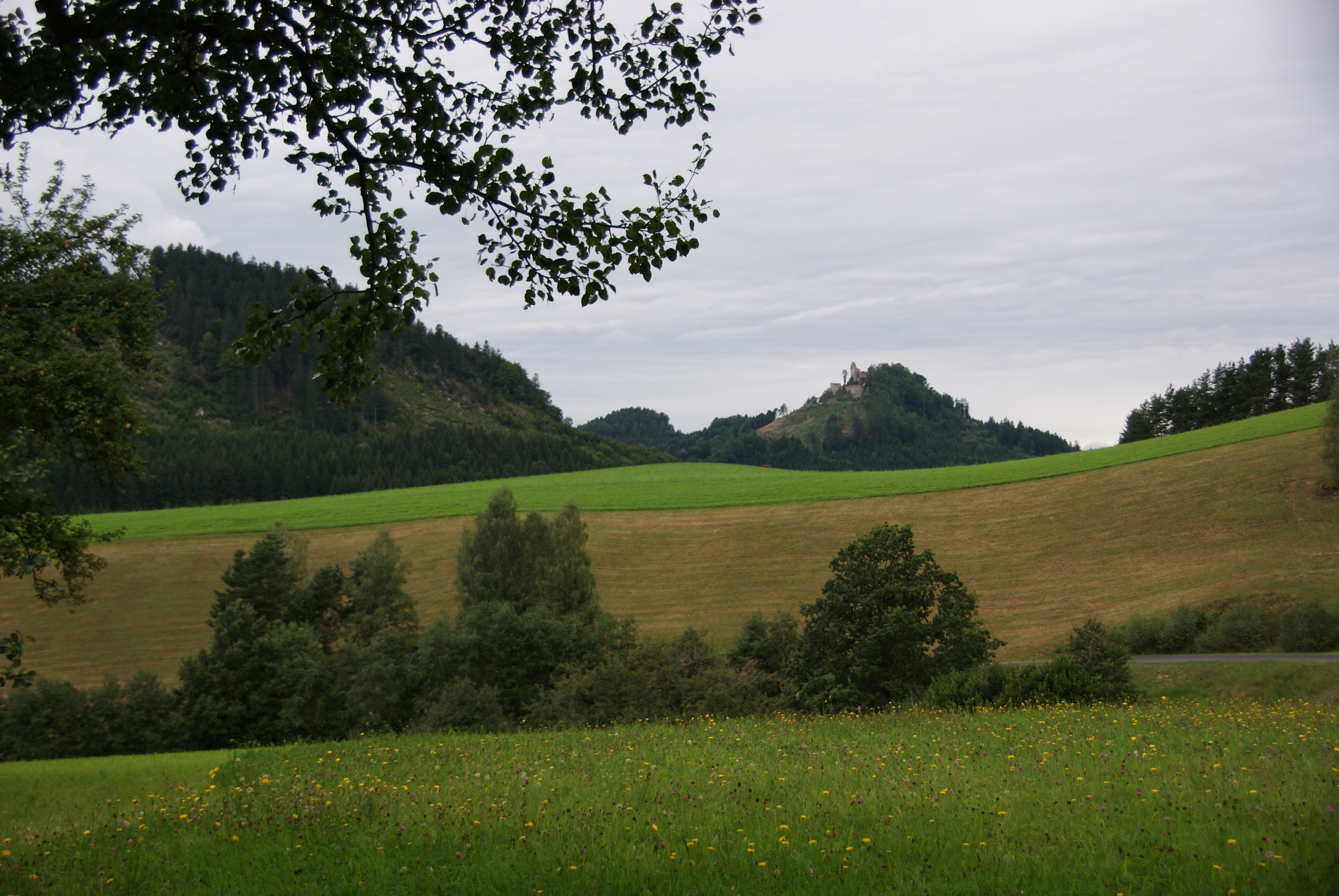
Der Burgberg von der Moseralm aus
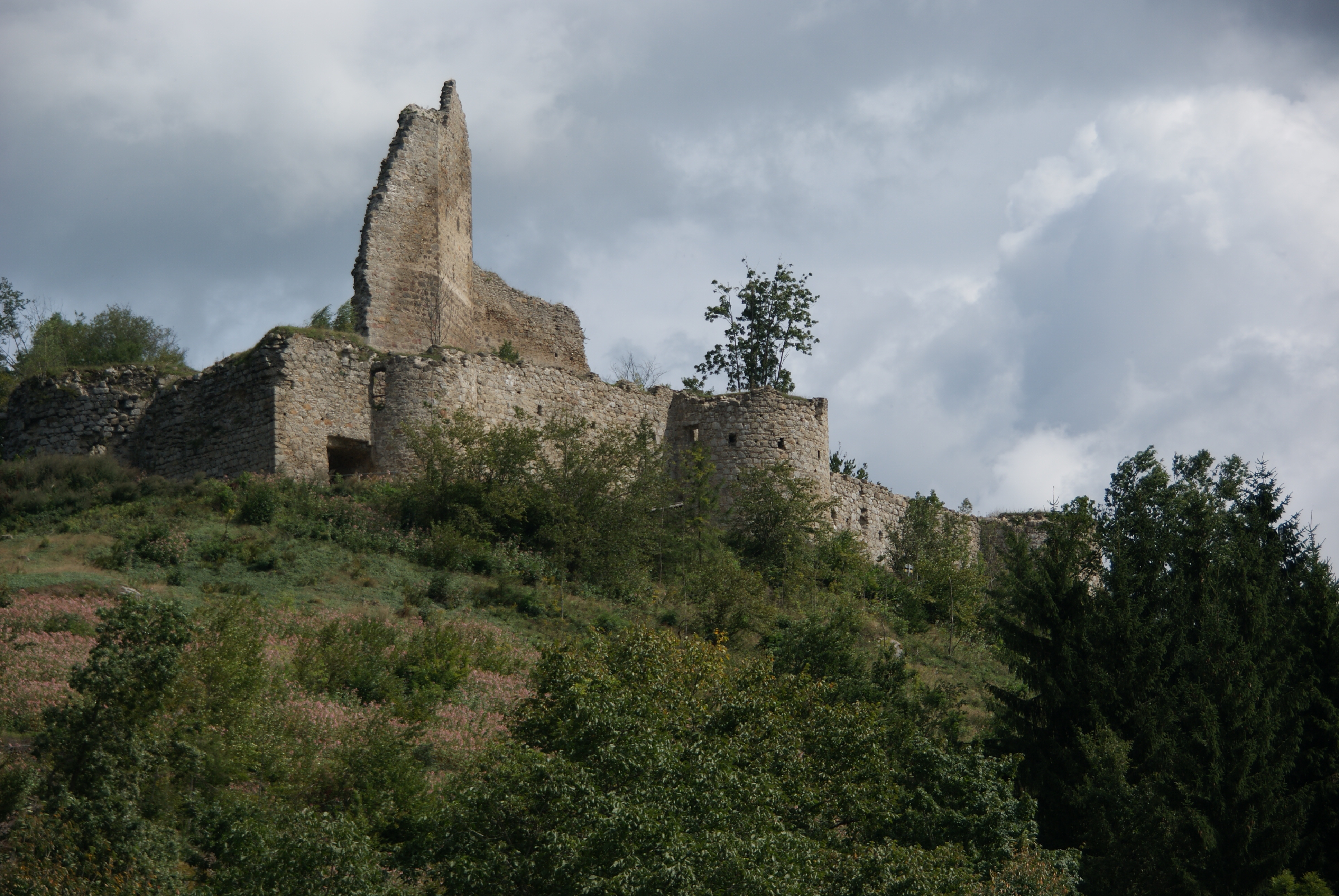
Die Anlage von der Schutzhütte aus
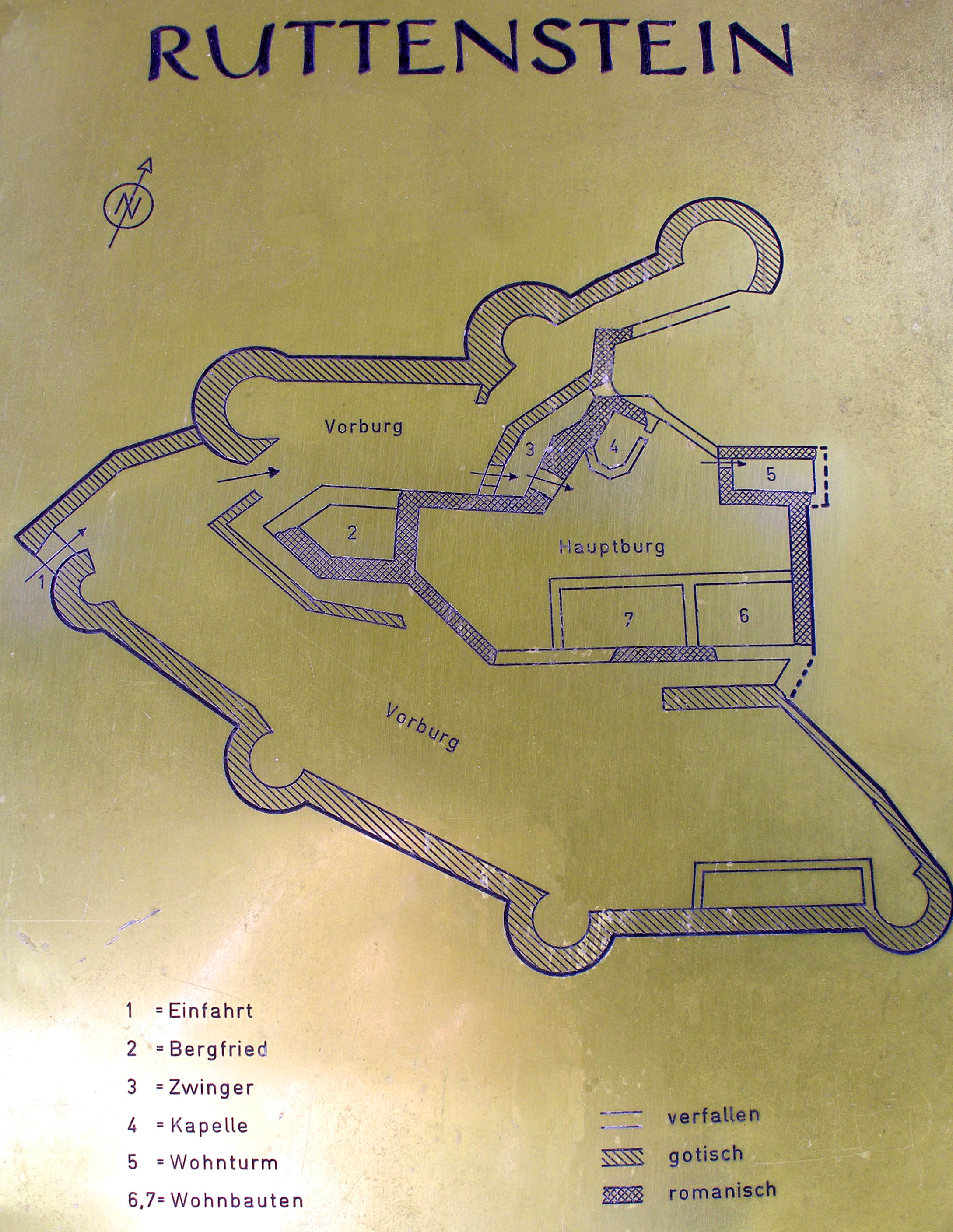
Grundriss der Anlage
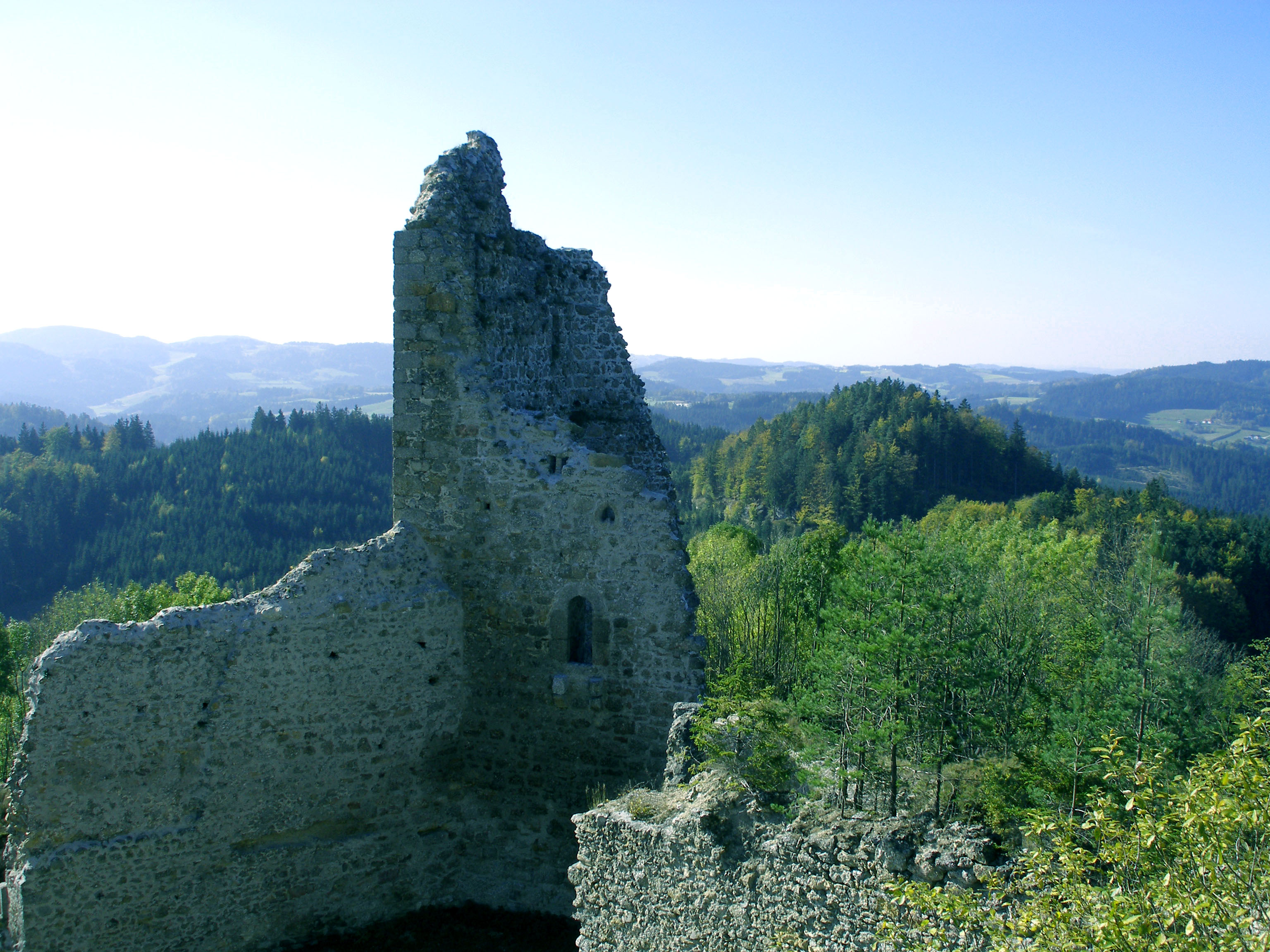
Bergfried vom Wohnturm aus
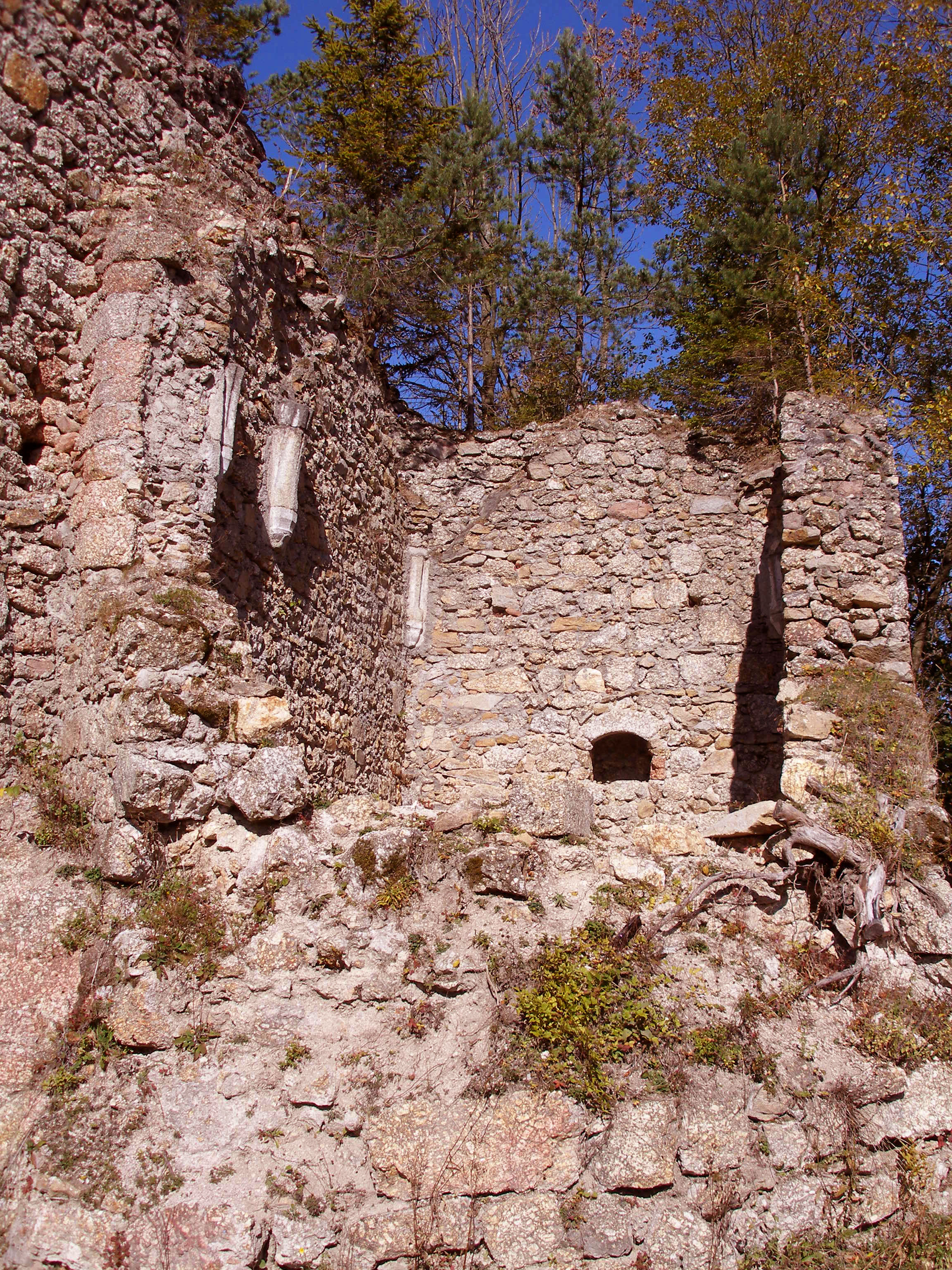
Ehemalige Burgkapelle
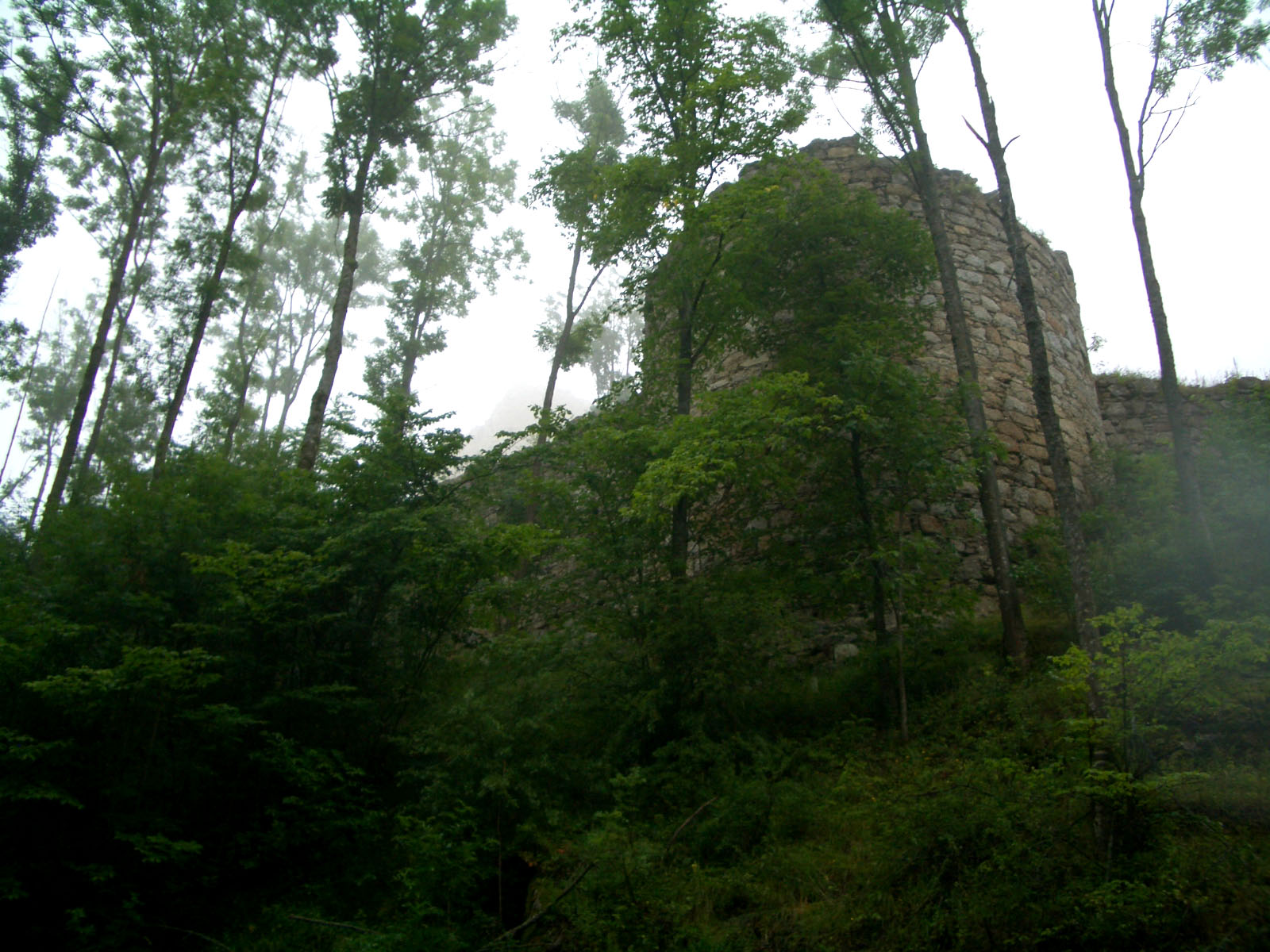
Umfassungsmauer
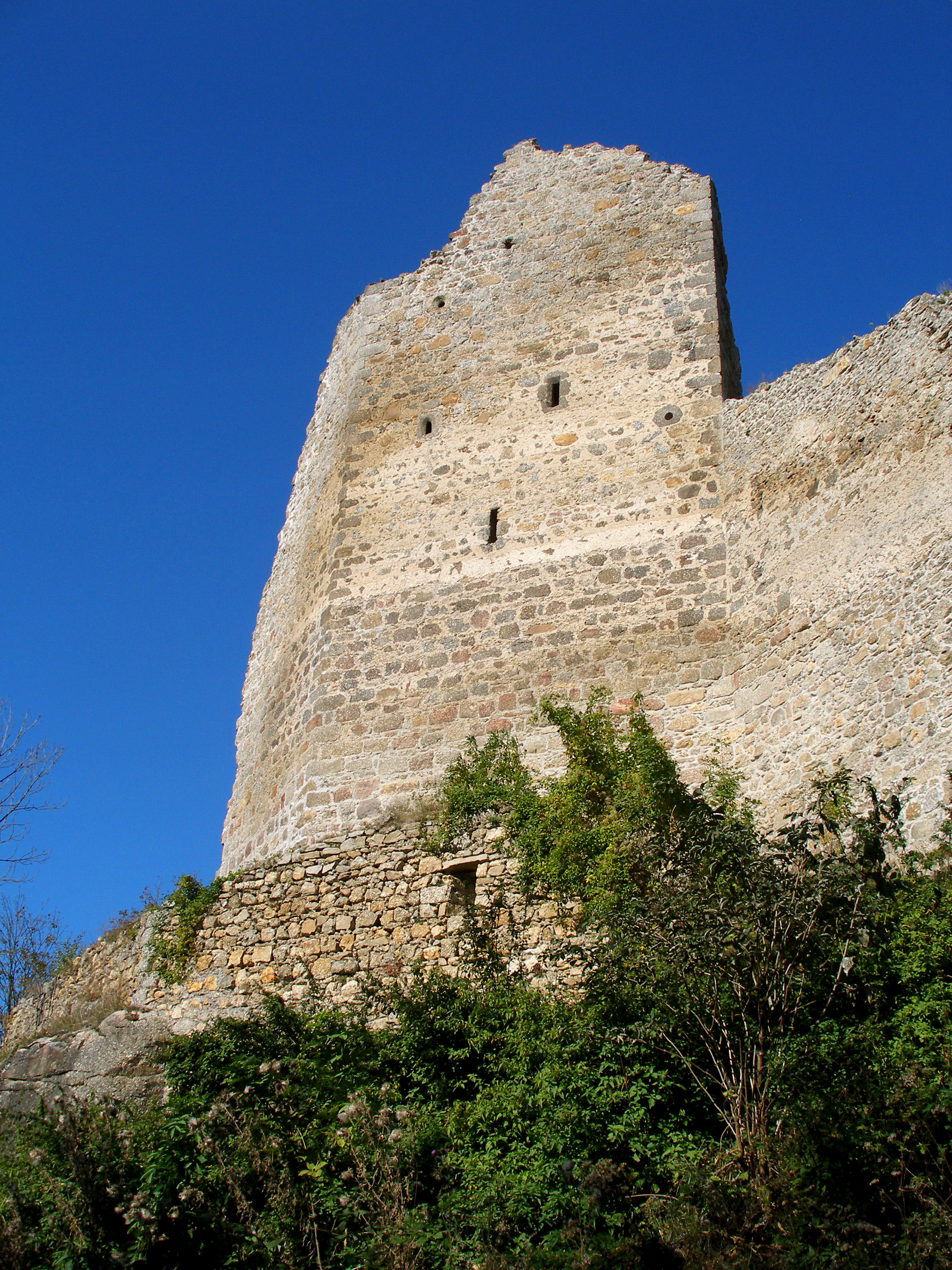
Der Bergfried